# Allahkaram Esteki
Allahkaram Esteki (persisk: الله كرم استكي født 19. marts 1988 i Isfahan) er en professionel iransk håndboldspiller som i øjeblikket spiller for Foolad Mobarakeh Sepahan.
Esteki har tidligere spillet for den tyske klub VfL Gummersbach som spiller i Bundesliga.
Esteki er også med på Irans håndboldlandshold.

## Achievements
- Coupe de France:
  - Vinder: 2016
- Coupe de la Ligue:
  - Vinder: 2016
- Supercupa României:
  - Vinder: 2016